# Стеневи, Мэрта
Анна Мэрта Виктория Стеневи (швед. Anna Märta Viktoria Stenevi, в девичестве Валлин, Wallin, род. 30 марта 1976, Лунд, Швеция) — шведский политический и государственный деятель. Один из двух спикеров Партии зелёных с 31 января 2021 года (совместно с Пером Болундом в 2021—2023 годах и с Даниэлем Хелльденом с 2023 года). В прошлом — министр гендерного равенства и жилищного строительства, несущий особую ответственность за развитие городов и борьбу с дискриминацией и сегрегацией в Министерстве труда Швеции с 5 февраля по 30 ноября 2021 года.

## Биография
Родилась 30 марта 1976 года в приходе Алльхельгона (Всех Святых) к северу от города Лунд.
Изучала литературоведение, кино, издательское дело и бизнес-администрирование в Лундском университете.
15 лет работала в издательском бизнесе, в том числе менеджером по закупкам в International Masters Publishers.
Была региональным советником в лене Сконе в 2014—2016 годах, муниципальным советником в Мальмё в 2016—2019 годах, партийным секретарём Партии зелёных в 2019—2021 годах. Была кандидатом на выборах в Европейский парламент 26 мая 2019 года. После ухода из политики Исабеллы Лёвин, на партийном съезде 31 января 2021 года 142 из 265 голосами избрана спикером Партии зелёных (совместно с Пером Болундом). На партийном съезде 18 ноября 2023 года переизбрана (совместно с Даниэлем Хелльденом).
5 февраля 2021 года получила портфель министра гендерного равенства, государственного министра, несущего особую ответственность за борьбу с дискриминацией и сегрегацией, а также министра жилищного строительства, во втором кабинете во главе с Стефаном Лёвеном. 24 ноября «Зелёные» отказались работать в правительстве, которому предстоит исполнять принятый риксдагом бюджет, предложенный правыми, и покинули коалицию.

## Личная жизнь
В гражданском браке, мать трёх дочерей.